# Karlskoga Motorstadion
El circuit de Karlskoga, anomenat oficialment Karlskoga Motorstadion i conegut també com a Gelleråsen Arena, és el circuit de curses permanent més antic de Suècia. Situat 6 km  al nord de Karlskoga, al Comtat d'Örebro, disposa d'un traçat que permet veure'n tota la pista des de qualsevol localitat o zona de públic.
Actualment està autoritzat per a organitzar-hi rondes del Campionat d'Europa i de Suècia de motociclisme i de turismes.

## Història

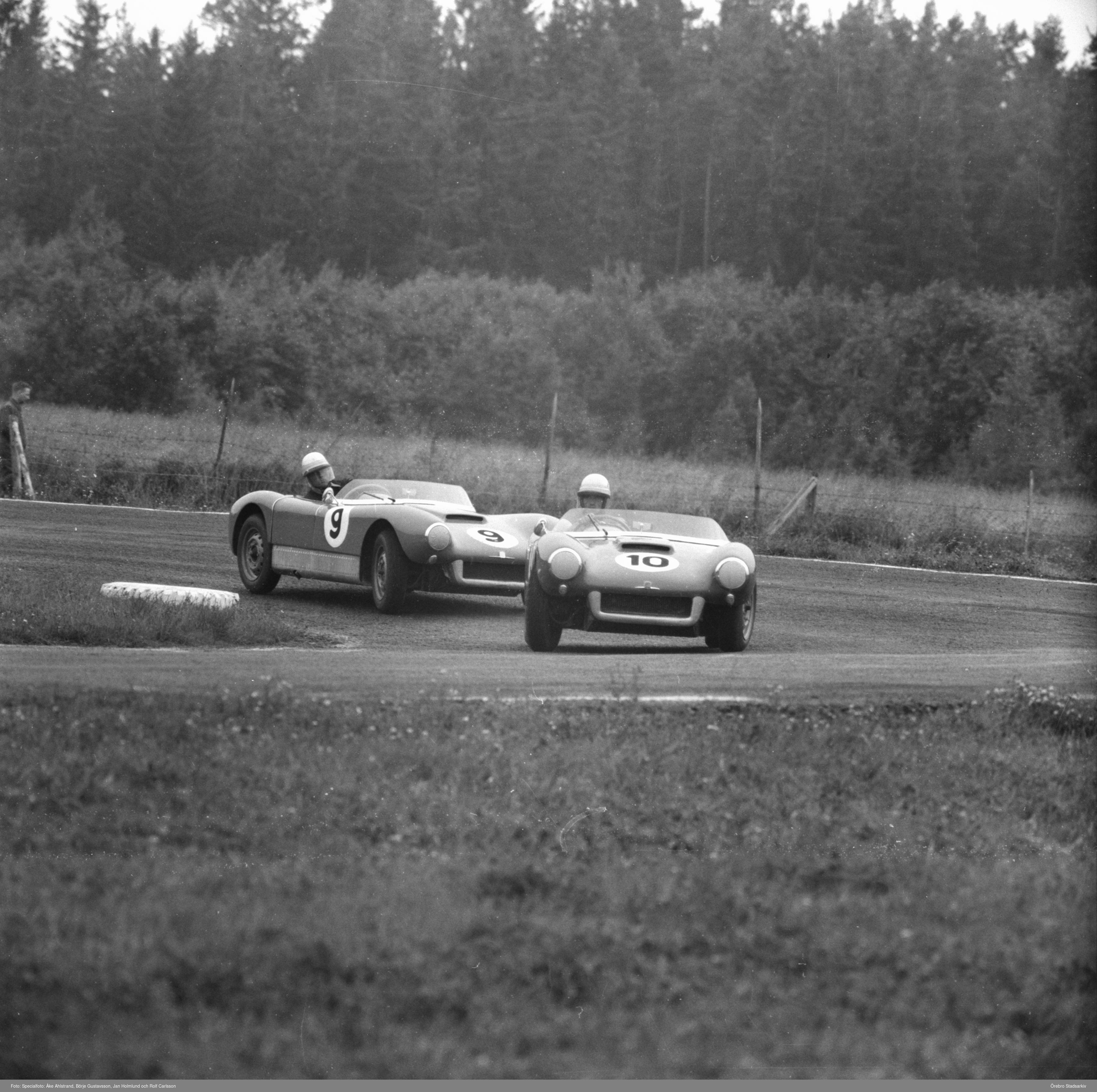
Un moment de la cursa de la Kanonloppet de 1957

Construït el 1949 com a pista de terra d'1,55 km de longitud, el 4 de juny de 1950 s'hi celebrà la cursa inaugural, la primera Kanonloppet. De cara a la segona, programada per al 1952, la superfície havia estat asfaltada i la longitud era ara d'1,600 km. El 1953 es va ampliar a 2 km  amb l'addició de la secció de Björkdungskurvan (més tard rebatejada com a Tröskurvan). El 1958 es va tornar a ampliar fins a 3,172 km amb el tram Velodromkurvan ("revolt del Velòdrom").
Els anys 1961, 1962 i 1963 s'hi van organitzar curses de Fórmula 1 fora de campionat, a |les quals hi van competir Stirling Moss, Jim Clark i Jack Brabham. El 1967 s'hi va celebrar una cursa anomenada Gran Premi de Suècia que va guanyar Jackie Stewart. Els anys 1978 i 1979, el circuit va acollir el Gran Premi de Suècia de motociclisme, la cursa de 500cc del qual va guanyar en totes dues ocasions Barry Sheene.
Arran d'un accident durant una cursa de turismes el 8 d'agost de 1970, el circuit es va veure obligat a tancar durant dos anys. En aquell accident, dos cotxes -un Ford Escort i un BMW 2002-, van topar abans de la recta que conduïa al Velodromkurvan i van sortir de la pista a gran velocitat, saltant la tanca de seguretat i anant a parar entre el públic, amb el resultat de cinc espectadors morts.
Després d'un període de decadència, la pista va patir importants obres de renovació durant les dècades del 1990 i 2000. El 1992, la longitud de la pista es va escurçar a 2,530 km, es va traslladar la zona de boxs i es van millorar les instal·lacions. També hi va haver diverses millores de seguretat, com ara el redisseny del Tröskurvan i l'eliminació completa de la secció del velòdrom. Això va escurçar la pista a una longitud de 2,400 km. El 2017 es va modificar l'últim revolt i es va tornar a reduir la longitud de la pista, ara a 2,350 km.